# National Westminster Bank
El National Westminster Bank Plc, més conegut com a NatWest, és un banc comercial britànic que forma part del Royal Bank of Scotland des de l'any 2000. Va néixer el 1968 de la fusió dels bancs National Provincial Bank (nascut el 1833 com National Provincial Bank of England) i Westminster Bank (fundat en 1834 com London County and Westminster Bank).

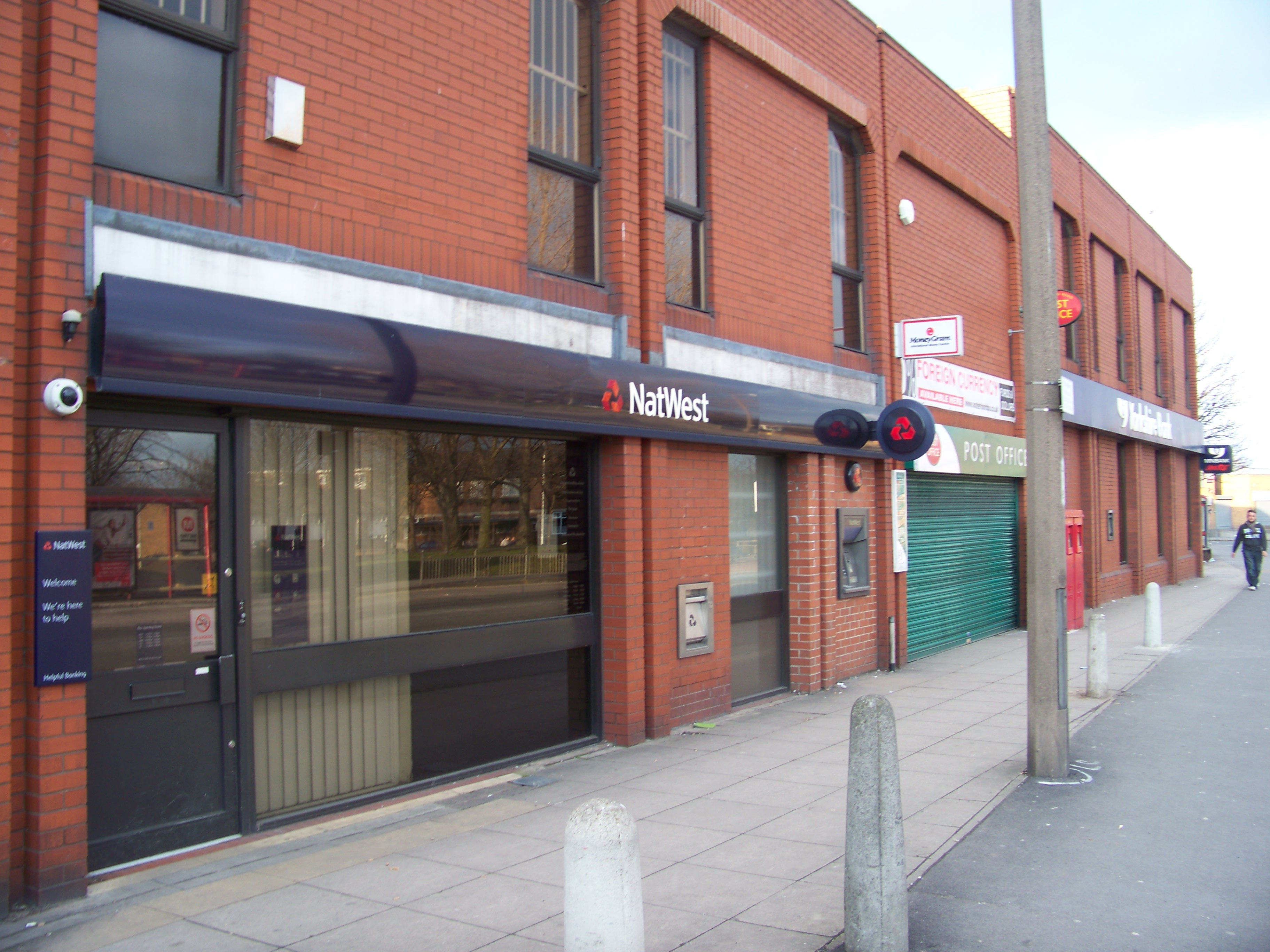
Oficina de NatWest a Leeds

Considerat tradicionalment com un dels big four, quatre grans, NatWest el 2011 tenia una àmplia xarxa de 1.600 oficines i 3.400 caixers automàtics al Regne Unit a més d'un servei de banca en línia, Actionline. Actualment té més de 7,5 milions de clients individuals i ofereix serveis bancaris a 850.000 pimes.
Opera a Irlanda del Nord a través de la subsidiària Ulster Bank. La divisió a l'Estat Espanyol, coneguda com a Solbank, va ser adquirida pel Banc Sabadell el 1996.